# Clarensac
Clarensac é uma comuna francesa na região administrativa de Occitânia, no departamento de Gard. Estende-se por uma área de 14,49 km². Em 2010 a comuna tinha 4 333 habitantes (densidade: 299 hab./km²).